# Simón (apóstol)
Simón el Cananeo, también llamado Simón el Zelote, fue uno de los doce apóstoles de Jesús de Nazaret. Es el apóstol del que existe menos información. El teólogo y doctor de la Iglesia Jerónimo de Estridón no lo menciona en su obra De viris illustribus (Los varones ilustres), escrita entre el 392-393. Predicó por Oriente Medio.

## Simón el Cananeo o el Zelote en la Biblia
El nombre de Simón está en los tres evangelios sinópticos y en el libro de Hechos de los apóstoles siempre que se ofrece una lista de los apóstoles, pero no se dan más detalles sobre él.
Para distinguirlo del apóstol Simón Pedro, a este otro apóstol Mateo y Marcos lo llaman Simón, el Cananeo, mientras que Lucas lo llama Zelote. Para el papa Benedicto XVI ambos calificativos son equivalentes, ya que "zelote" significa "celoso" y en hebreo el verbo qanà’ significa "ser celoso, apasionado". Esta es una virtud que, en el libro del Éxodo, también tiene Dios con el pueblo elegido y que también poseen los hombres que se entregan a Dios, como el profeta Elías.
Robert Eisenman ha señalado las referencias talmúdicas contemporáneas a los zelotes como kanna'im, opinando que «en realidad no eran un grupo, sino más bien gente que defendía a los sacerdotes del templo». Las conclusiones posteriores de Eisenman dicen que la presencia de zelotes en el grupo de apóstoles original fue disfrazada y reescrita para apoyar la versión del cristianismo paulino de los gentiles. Estas conclusiones han sido controvertidas. John P. Meier ha señalado que el término "zelote" es una mala traducción y que en el contexto de los evangelios significa "celo" o "celos" (en este caso, para mantener la Ley de Moisés), ya que el movimiento zelote no existió hasta 30 o 40 años después de los acontecimientos de los evangelios. No obstante, los académicos S. Brandon y Martin Hengel no susbscriben esa perspectiva.

## Tradiciones posteriores
Isidoro de Sevilla reunió las leyendas sobre Simón en su obra De vita et morte sanctorum.
En el apócrifo Evangelio árabe de la infancia se menciona un hecho relacionado con este apóstol. Un niño de 15 años llamado Simón escuchó un ruido en un árbol y pensó que era un polluelo. Estiró la mano para cogerlo y le mordió una serpiente en el brazo. Su familia lo llevó a varios médicos de Jerusalén para intentar curarlo sin tener éxito. Entonces, unos niños seguidores de Jesús le dijeron a la familia que fuese ver a "su rey". Jesús le dijo al niño "tú serás mi discípulo" y en ese momento quedó sanado. La mención termina con la frase "Este es Simón, llamado el Cananeo, a causa del nido donde le picó la serpiente".
De acuerdo con la Leyenda Dorada, que es una colección de hagiografías compiladas por Santiago de la Vorágine en el siglo XIII "Simón el cananeo y Judas Tadeo eran hermanos de Santiago el Menor e hijos de María de Cleofás, que estaba casada con Alfeo".
En la colección de libros apócrifos del Pseudo-Abdías (VI 1) se dice que era hermano de los cananeos Santiago de Alfeo y Judas Tadeo. Johann Albert Fabricius anotó acerca de este pasaje que esos tres hermanos eran hijos de un matrimonio anterior de José, esposo de María.
Además, otras tradiciones aprovechan su condición de natural de Caná para decir que era el esposo de la bodas de Caná, a las que asistieron Jesús, su madre y sus discípulos. Además hay quienes pensaron que podría tratarse de Natanael, que conversó con el apóstol Felipe en el Evangelio de Juan.
Una tradición dice que viajó por Oriente Medio y África. Los cristianos de Etiopía dicen que fue crucificado en Samaria. Justo Lipsio escribió que fue cortado por la mitad en Suanir, Persia. No obstante, Moisés de Corene escribió que fue martirizado en Weriosphora, en el reino de Iberia del Cáucaso. También hay otra tradición cristiana que dice que murió en paz en Edesa, Mesopotamia. Otra tradición dice que visitó la Britania romana (posiblemente Glastonbury) y que fue martirizado en Caistor, el actual Lincolnshire. Algunos autores dudan sobre si su epíteto "el Zelote" significa que estuvo involucrado en los grupos judíos contra el Imperio romano, que fueron exterminados.

## Identificación con Simeón de Jerusalén
La Enciclopedia Católica sugiere que Simón el Zelote o el Cananeo es la misma persona que Simón, quien es mencionado como uno de los hermanos de Jesús (junto con Santiago y Judas) por Mateo y Marcos, sosteniendo que la palabra «hermano» en la Biblia puede utilizarse para denotar relaciones de parentesco más amplias aparte de la de hijos de los mismos padres.
La Enciclopedia Católica sugiere también identificarlo con Simón o Simeón, el primo de Jesús mencionado por Eusebio de Cesarea en su obra Historia de la Iglesia (H.E. III 11 y 22), quien dirigió la Iglesia de Jerusalén después de Santiago el Justo y era hijo de Cleofás y la otra María, que estaba al pie de la cruz en el Evangelio de Juan.
| Predecesor: Santiago | Obispo de Jerusalén 62-107 | Sucesor: Justo I |

## Citas bíblicas
1. ↑  Mateo 10:4; Marcos 3:18
2. ↑  Lucas 6:15; Hechos 1:13
3. ↑  Mateo 13:55-56; Marcos 6:3